# رامون أوني موريرا راجح
رامون أوني موريرا راجح (بالبرتغالية: Ramón Osni Moreira Lage) (24 مايو 1988 في البرازيل – )؛ هو لاعب كرة قدم كان يلعب كلاعب وسط.

## وصلات خارجية
- رامون أوني موريرا راجح على موقع الاتحاد الدولي (مؤرشف)  (الإنجليزية)
- رامون أوني موريرا راجح على موقع رابطة كرة القدم اليابانية للمحترفين (اليابانية)
- رامون أوني موريرا راجح على موقع قاعدة بيانات كرة القدم.إي يو (الإنجليزية)
- رامون أوني موريرا راجح على موقع Soccerway.com (الإنجليزية)
- رامون أوني موريرا راجح على موقع عالم كرة القدم.نت (الإنجليزية)